# Центральный (Скальнинское сельское поселение)
Центральный — посёлок в Чусовском городском округе Пермского края России. 

## Географическое положение
Посёлок расположен примерно в 14 километрах по прямой линии на восток от города Чусовой.

## История
Посёлок представляет собой поселение для сотрудников учреждения ФКУ ИК-35 ГУФСИН России по Пермскому краю. В конце 1942 года в Чусовском районе началось создание объектов Понышского ИТЛ, созданного для лесозаготовительных работ в Чусовском районе и строительстве гидроэлектростанций (см.данные в статье про лагпункт Створ Понышского ИТЛ). В дальнейшем это заведение стало проверочно-фильтрационным лагерем (1946—1948 гг) Понышского ИТЛ. Затем на базе этого лагеря был организован Понышский исправительно-трудовой лагерь, а позже исправительно-трудовая колония № 10 с лимитом наполнения в 800 человек. В 60-е годы она сменила название на ИТК-34. В период с 1967 по 1972 колония представляла собой воспитательно-трудовую колонию для несовершеннолетних. В 1972 году преобразована в колонию строго режима для содержания «особо опасных государственных преступников». С 1999 года перепрофилирована в колонию особого режима.
С 2004 по 2019 год посёлок входил в Скальнинское сельское поселение Чусовского муниципального района.

## Население
Постоянное население посёлка составляло 118 человек в 2002 году (русские 83 %), 750 человек в 2010 году.

## Климат
Климат умеренно континентальный. Среднегодовая температура воздуха колеблется около 0 градусов, среднемесячная температура января — −16 °C, июля — +17 °C, заморозки отмечаются в мае и сентябре, а иногда и в июне. Высота снежного покрова достигает 80 см. Продолжительность залегания снежного покрова 170 дней. Преобладающее направление ветра в течение всего года — южное. Продолжительность вегетационного периода 118 дней. В течение года выпадает 500—700 мм осадков.